# En stad i skräck
En stad i skräck (franska: Peur sur la ville) är en fransk-italiensk kriminalfilm från 1975 i regi av Henri Verneuil.

## Rollista i urval
- Jean-Paul Belmondo - kommissarie Jean Letellier
- Charles Denner - polisinspektör Charles Moissac
- Adalberto Maria Merli - Pierre Valdeck, "Minos"
- Jean Martin - kommissarie Sabin
- Giovanni Cianfriglia - Marcucci
- Lea Massari - Nora Elmer
- Chatherine Morin - Hélène Grammont
- Rosy Varte - Germaine Doizon
- Jean-François Balmer - Julien Dallas
- Albert Delpy - Henri Vernellic